# Литва на зимних Олимпийских играх 2002
Литва принимала участие в Зимних Олимпийских играх 2002 года в Солт-Лейк-Сити (США) в пятый раз за свою историю, но не завоевала ни одной медали. Сборную страны представляло восемь спортсменов, из которых трое женщин.

## Состав сборной
Биатлон
1. Лютаурас Барила
2. Диана Расимовичюте

 Лыжные гонки
1. Вадим Гусевас
2. Ричардас Панавас
3. Владисловас Зибайла
4. Ирина Терентьева

 Фигурное катание
1. Повилас Ванагас
2. Маргарита Дробязко

## Результаты соревнований

### Биатлон
Спортсменов — 2
| Спортсмен          | Дисциплина                              | Место | Результат                           |
| ------------------ | --------------------------------------- | ----- | ----------------------------------- |
| Лютаурас Барила    | Спринт (мужчины)                        | 82    | 30.01,4 (+5.10,1) 5 (2 + 3)         |
| Лютаурас Барила    | Индивидуальная гонка на 20 км (мужчины) | 62    | 59.02,3 (+7.59,0) 4 (0 + 2 + 1 + 1) |
| Диана Расимовичюте | Спринт (женщины)                        | 66    | 25.41,4 (+5.00,0) (2 + 1)           |

### Фигурное катание
Спортсменов — 2
| Спортсмены                         | Соревнования  | 1ОбТ | 1ОбТ  | 2ОбТ | 2ОбТ  | ОрТ  | ОрТ   | СТ   | СТ    | Результат       | Результат      |
| Спортсмены                         | Соревнования  | Очки | Место | Очки | Место | Очки | Место | Очки | Место | Общ. к-во очков | Итоговое место |
| ---------------------------------- | ------------- | ---- | ----- | ---- | ----- | ---- | ----- | ---- | ----- | --------------- | -------------- |
| Маргарита Дробязко Повилас Ванагас | Танцы на льду | 1.0  | 5     | 1.0  | 5     | 3.0  | 5     | 5.0  | 5     | 10.0            | 5              |

1ОбТ, 2ОбТ = 1-й и 2-й обязательные танцы, СТ = Свободный танец, ОрТ = Оригинальный танец

### Лыжные гонки
Спортсменов — 4
| Участник            | Дисциплина                                                                  | Место              | Результат                                          |
| ------------------- | --------------------------------------------------------------------------- | ------------------ | -------------------------------------------------- |
| Вадим Гусевас       | 1,5 км, свободный стиль, спринтерская гонка                                 | 52                 | квал.:3.07,25 (+17,18)                             |
| Вадим Гусевас       | 15 км классическим стилем, раздельный старт                                 | 59                 | 43.56,2 (+6.48,8)                                  |
| Вадим Гусевас       | 30 км свободным стилем, общий старт                                         | 63                 | 1:24.26,3 (+12.55,3)                               |
| Вадим Гусевас       | 50 км классическим стилем, раздельный старт                                 | 55                 | 2:45.23,0 (+39.02,2)                               |
| Вадим Гусевас       | 20км(10 км классическим стилем+10 км свободным стилем), гонка преследования | не квалифицирован  | (классический:29.57,7 + свободный:не стартовал)    |
| Ричардас Панавас    | 15 км классическим стилем, раздельный старт                                 | 39                 | 40.31,0 (+3.23,6)                                  |
| Ричардас Панавас    | 50 км классическим стилем, раздельный старт                                 | 43                 | 2:23.56,4 (+17.35,6)                               |
| Ричардас Панавас    | 20км(10 км классическим стилем+10 км свободным стилем), гонка преследования | 49                 | +2.58,2 (классический:27.51,9 + свободный:24.56,1) |
| Владисловас Зибайла | 1,5 км, свободный стиль, спринтерская гонка                                 | 52                 | квал.:3.07,25 (+17,18)                             |
| Владисловас Зибайла | 15 км классическим стилем, раздельный старт                                 | 52                 | 42.07,9 (+5.00,5)                                  |
| Владисловас Зибайла | 30 км свободным стилем, общий старт                                         | 57                 | 1:21.27,1 (+9.56,1)                                |
| Владисловас Зибайла | 50 км классическим стилем, раздельный старт                                 | 50                 | 2:29.27,4 (+23.06,6)                               |
| Владисловас Зибайла | 20км(10 км классическим стилем+10 км свободным стилем), гонка преследования | не квалифицирован  | (классический:29.08,1 + свободный:не стартовал)    |
|                     |                                                                             |                    |                                                    |
| Ирина Терентьева    | 1,5 км, свободный стиль, спринтерская гонка                                 | 48                 | квал.:3.34,18 (+21,42)                             |
| Ирина Терентьева    | 15 км свободным стилем, общий старт                                         | 48                 | 45.45,4 (+5.51,0)                                  |
| Ирина Терентьева    | 10км(5 км классическим стилем+5 км свободным стилем), гонка преследования   | не квалифицирована | (классический:15.13,5 + свободный:не стартовала)   |